# Annie Ross
Annie Ross (Surrey vagy London, 1930. július 25. – New York, 2020. július 21.) brit-amerikai énekesnő, színésznő. Legsikeresesebbé a Lambert, Hendricks & Ross vokáltrió tagjaként vált.

## Pályafutása
Még csak kétéves volt, amikor az Angliában élő, show-bizniszben dolgozó szülei Annie Rosst is bevonták a tevékenységükbe. Hároméves korában édesanyjával nagynénjéhez, a Broadway-színésznő Ella Loganhez költözött az Egyesült Államokba. Los Angelesben nőtt fel. Hétévesen énekelte a Loch Lomond című dalt az 1938-as Our Gang of Follies című filmben. 1943-ban Judy Garland nővéreként szerepelt a Presenting Lily Mars című vígjátékban. 1947-ben visszatért Nagy-Britanniába, ahol szüleivel Skóciában léptek fel.
A londoni Orchard Room mulatóban 1948-ban énekelt. Párizsban elkészítette első lemezfelvételét. Ezután New Yorkba költözött, ahol 1952-ben Dizzy Gillespie kiadójához került Blossom Dearie, Milt Jackson, Kenny Clarke és Percy Heath mellé. 1953-ban egy kudarcokkal teli európai turnén vett részt Lionel Hamptonnal. Stockholmban Lars Gullinnal lemezt vett fel, majd Angliában Jack Parnellel, Ronnie Scottal és Tony Crombie-val dolgozott, majd New Yorkba költözött.
Sikert aratott a londoni West Enden a Cranks című revüvel, és szerepelt a New York-i Broadway-produkcióban is.
1957-1962 között sikeres énektriója volt Dave Lamberttel és Jon Hendricksszel, amely 1962-ben csak betegsége miatt bomlott fel. A debütáló albumuk 1957-ben jelent meg. Ugyanebben az évben szólószerződést kapott, aminek eredménye az Annie Ross Sings a Song of Mulligan. Gerry Mulligan mellett Chet Baker és Art Farmer is szerepel az albumon (1958). Ezt követően Ross visszament Londonba, ahol színésznőként és énekesként dolgozott. 1965-ben partnere lett a londoni Annie's Room dzsesszklubnak, ahol maga is fellépett.
1985-ben visszaköltözött az Egyesült Államokba.
Az 1990-es évek közepétől ismét aktívan folytatta énekesnői karrierjét. 1996-ban megjelent a Music Is Forever című albuma, majd 2005-ben a Let Me Sing CD. 2014-ben a Red Anchor Recordsnál kiadott egy Tisztelgés Billie Holiday előtt (To Lady with Love-album (Bucky Pizzarelli és John Pizzarelli gitárosokkal).
Ross 2001-ben felvette az amerikai állampolgárságot. Manhattanben élt haláláig. 2010-ben megkapta a NEA Jazz Masters díjat.

## Albumok
- New Sounds from France & Jack Dieval, James Moody (1950)
- Annie by Candlelight & Tony Crombie (1956)
- Cranks: John Cranko, John Addison (1956)
- Gypsy & Buddy Bregman (1959)
- A Gasser! & Zoot Sims (1959)
- Annie Ross Sings a Song & Mulligan!, & Gerry Mulligan (1959)
- Sings a Handful of Songs (1963)
- Loguerhythms: Songs from the Establishment & Tony Kinsey (1963)
- Portrait of Annie Ross (1965)
- Recorded at the Tenth German Jazz Festival in Frankfurt & Pony Poindexter (1966)
- In Hoagland & Hoagy Carmichael, Georgie Fame (1981)
- Like Someone in Love (1983)
- Music Is Forever (1996)
- Live in London (2003)
- To Lady & Love (2014)

### Lambert, Hendricks & Ross
- Sing a Song of Basie (1958)
- The Swingers!; + Zoot Sims (1959)
- Sing Along & Count Basie, Joe Williams (1959)
- The Hottest New Group in Jazz (1959)
- Sing Ellington & Ike Isaacs (1960)
- High Flying & Ike Isaacs (1961)
- The Real Ambassadors: Louis Armstrong, Dave Brubeck, Carmen McRae (1962)
- Everybody's Boppin (1989)

## Filmek
- Annie Ross az IMDb-n